# تترو
تترو (به انگلیسی: Tetro) نام یک فیلم درام آمریکایی به کارگردانی، نویسندگی و تهیه کنندگی فرانسیس فورد کوپولا است که در ۱۱ ژوئن ۲۰۰۹ منتشر شد. در این فیلم سیاه و سفید، وینسنت گالو نقش اصلی را ایفا کرده‌است.
تترو دومین فیلم کاپولاست که ساختار شخصی‌تری دارد (بعد از فیلم جوانی بدون جوانی). این فیلم در بوئنوس آیرس آرژانتین در سال ۲۰۰۸ فیلمبرداری شده‌است.

## داستان
این فیلم بر روی اختلاف نسل‌ها و رازهای خانوادگی یک خانواده ایتالیایی تمرکز کرده‌است. موضوع محور اصلی دایالت رقابت بین پدرو پسر و رابطه بین دو برادر در این خانواده خلاصه می‌شود. این خانواده سال‌ها پیش از ایتالیا به آرژانتین آمده‌اند ولی به خاطر موفقیت‌های بزرگ پدر ارکستر خانواده به نیویورک رفته‌اند. بنی پسر کوچکتر این خانواده ایتالیایی-آمریکایی است که بدنبال برادر خود که بیش از یک دهه‌است او را ندیده‌است (تترو- که یک شاعر سرکش است و دوست دارد از خانواده اش مستقل باشد) راهی آرژانتین می‌شود…

## بازیگران

وینسنت گالو در نقش تترو

- وینسنت گالو در نقش تترو
- آلدن الرینچ در نقش بنی
- مریبل ورد در نقش ماندا
- کارمن مارا در نقش مربی
- کلاوس ماریا براندور در نقش کارلو
- سوسانا خیمنس (حضور افتخاری)